# Clinura
Clinura é um gênero de gastrópodes pertencente a família Raphitomidae.

## Espécies
- †Clinura calliope Brocchi, G.B., 1814
- †Clinura circumfossa (Koenen, 1872) [2]
- †Clinura controversa Jan
- †Clinura generosa (Marwick, 1931)
- †Clinura sabatorium Bellardi, 1875 [3]
- †Clinura sopronensis Hoernes & Auinger, 1879 [4]
- †Clinura subtrochlearis Friedberg, 1912 [5]
- †Clinura trochlearis Hoernes, 1856
- Clinura vitrea Sysoev, 1997[6]

Espécies trazidas para a sinonímia
- †Clinura elegantissima (Foresti, 1868): sinônimo de Teretia elegantissima (Forresti, 1868)
- Clinura hosoi (Okutani, 1964):[7] sinônimo de Crassispira hosoi (Okutani, 1964)
- Clinura monochorda Dall, 1908: sinônimo de Anticlinura monochorda (Dall, 1908) (combinação original)
- Clinura peruviana Dall, 1908: sinônimo de Anticlinura peruviana (Dall, 1908) (combinação original)